# Michael Bryson
Michael Joseph Bryson (Merced, California, 30 de septiembre de 1994) es un baloncestista estadounidense que actualmente juega para los Astros de Jalisco de la CIBACOPA de México. Con 1,93 metros de estatura, juega en la posición de escolta.

## Trayectoria deportiva

### Universidad
Jugó cuatro temporadas en los UC Santa Bárbara de la Universidad de California, Santa Bárbara, en las que promedió 13,1 puntos, 4,8 rebotes y 1,8 asistencias por partido. En sus dos últimas temporadas fue incluido en el mejor quinteto de la Big West Conference.

### Profesional
Tras no ser elegido en el Draft de la NBA de 2016, fue invitado por los Phoenix Suns para disputar las Ligas de Verano de la NBA, en las que jugó cinco partidos, promediando 2,6 puntos. En agosto firmó su primer contrato profesional con los Sydney Kings de la NBL australiana, pero únicamente llegó a disputar cuatro partidos, siendo despedido en el mes de octubre.
De vuelta e su país, ese mismo mes fue elegido por los Northern Arizona Suns en la octava posición de la primera ronda del Draft de la NBA D-League, equipo con el que firmó y disputó una temporada, en la que promedió 5,1 puntos y 2,4 rebotes por partido.
En octubre de 2017 fue traspasado a los Iowa Wolves.
[actualizar]
En agosto de 2021 se une a los PVSK-Panthers de la A division búlgara.
[actualizar]